# リエパーヤ

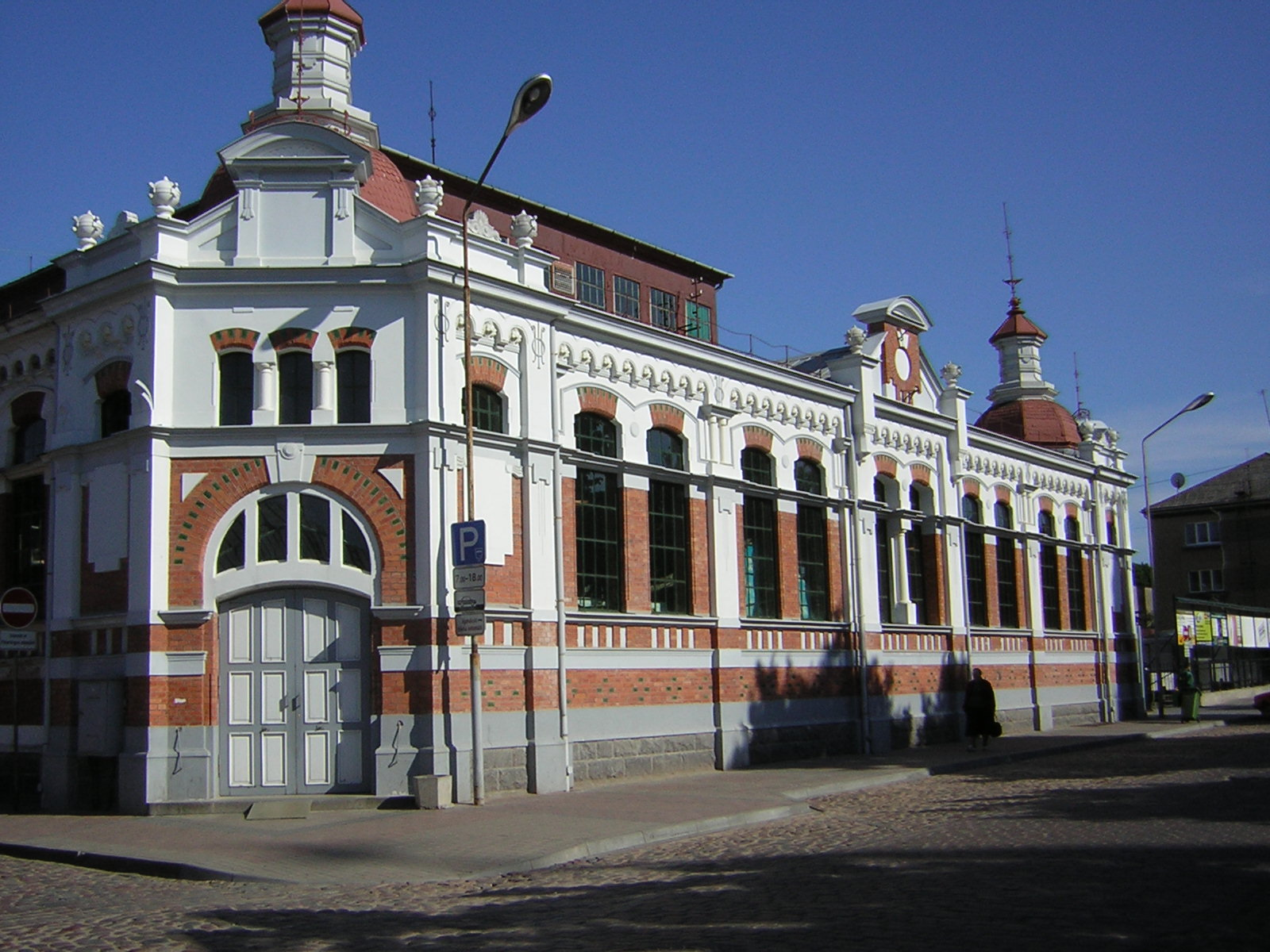
マーケット

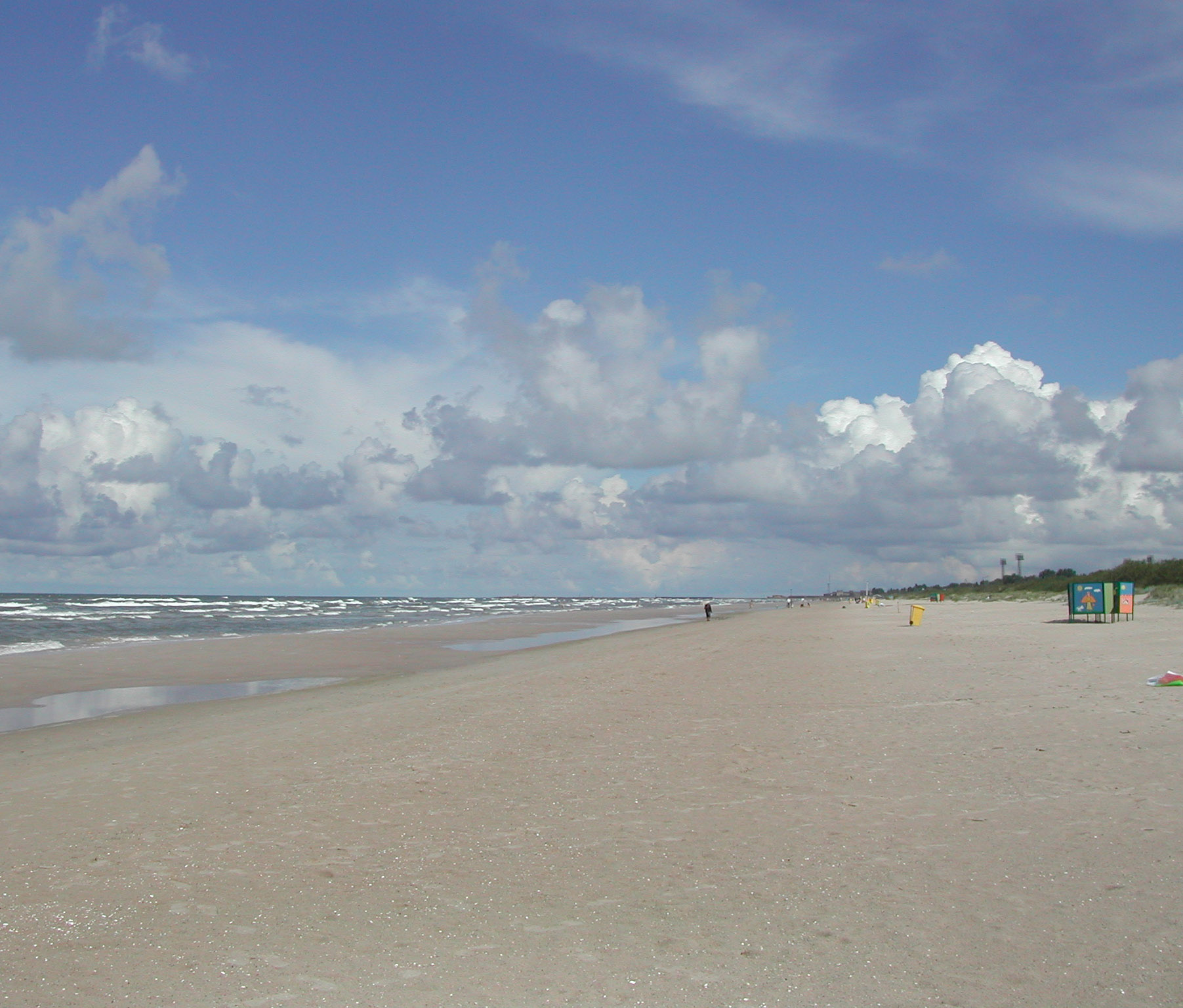
ビーチ

リエパーヤ（ラトビア語: Liepāja）はラトビア西部、バルト海沿岸の都市。クルゼメ地方の中心都市で、人口約66,700人。ラトビア国内でも第3の規模を有する。リエパーヤ港はラトビアの三大港の一つで不凍港でもあり、リエパーヤ国際空港は国内に3つしかない国際空港の一つ（現在は首都リガとの間に季節便（夏）が運行されるのみ）。
座標: 北緯56度31分 東経21度0分 / 北緯56.517度 東経21.000度

## 概要
この地に定住が開始されたのは少なくとも750年前で、1253年の記録に記載が見られる。中世にはリーバウ (Livawe, Libau) というドイツ名で商業港として栄えた。
帝政ロシアの時代には不凍港であるカロスタ軍港が設けられバルチック艦隊の母港の一つとなる。日露戦争時にはこの港から日本海に向けて出航している。
現在、カロスタ軍港は解放され、観光地として訪問客を集めている。また市内の聖トリニティ教会には世界でも最大級のパイプオルガンがあり、建造当時のままの姿をとどめている。

## 気候
| リエパーヤの気候                                           | リエパーヤの気候 | リエパーヤの気候 | リエパーヤの気候 | リエパーヤの気候 | リエパーヤの気候 | リエパーヤの気候 | リエパーヤの気候 | リエパーヤの気候 | リエパーヤの気候 | リエパーヤの気候 | リエパーヤの気候 | リエパーヤの気候 | リエパーヤの気候 |
| 月                                                         | 1月              | 2月              | 3月              | 4月              | 5月              | 6月              | 7月              | 8月              | 9月              | 10月             | 11月             | 12月             | 年               |
| ---------------------------------------------------------- | ---------------- | ---------------- | ---------------- | ---------------- | ---------------- | ---------------- | ---------------- | ---------------- | ---------------- | ---------------- | ---------------- | ---------------- | ---------------- |
| 最高気温記録 °C （°F）                                     | 14.3 (57.7)      | 15.5 (59.9)      | 19.0 (66.2)      | 27.0 (80.6)      | 32.3 (90.1)      | 36.5 (97.7)      | 36.9 (98.4)      | 36.1 (97)        | 30.7 (87.3)      | 24.9 (76.8)      | 16.5 (61.7)      | 13.7 (56.7)      | 36.9 (98.4)      |
| 平均最高気温 °C （°F）                                     | 1.1 (34)         | 1.2 (34.2)       | 4.2 (39.6)       | 10.3 (50.5)      | 15.4 (59.7)      | 18.6 (65.5)      | 21.6 (70.9)      | 21.6 (70.9)      | 17.1 (62.8)      | 11.3 (52.3)      | 6.1 (43)         | 3.0 (37.4)       | 11.0 (51.8)      |
| 日平均気温 °C （°F）                                       | −0.9 (30.4)      | −1.1 (30)        | 1.3 (34.3)       | 6.2 (43.2)       | 11.2 (52.2)      | 14.8 (58.6)      | 17.9 (64.2)      | 17.7 (63.9)      | 13.6 (56.5)      | 8.5 (47.3)       | 4.1 (39.4)       | 1.1 (34)         | 7.9 (46.2)       |
| 平均最低気温 °C （°F）                                     | −3.4 (25.9)      | −3.8 (25.2)      | −1.8 (28.8)      | 2.3 (36.1)       | 6.6 (43.9)       | 10.7 (51.3)      | 13.8 (56.8)      | 13.6 (56.5)      | 9.9 (49.8)       | 5.4 (41.7)       | 1.9 (35.4)       | −1.2 (29.8)      | 4.5 (40.1)       |
| 最低気温記録 °C （°F）                                     | −32.9 (−27.2)    | −31.6 (−24.9)    | −23.8 (−10.8)    | −10.1 (13.8)     | −4.3 (24.3)      | 0.5 (32.9)       | 4.0 (39.2)       | 3.0 (37.4)       | −1.7 (28.9)      | −7.3 (18.9)      | −17.5 (0.5)      | −25.8 (−14.4)    | −32.9 (−27.2)    |
| 降水量 mm （inch）                                         | 57.8 (2.276)     | 41.9 (1.65)      | 37.4 (1.472)     | 28.6 (1.126)     | 37.5 (1.476)     | 50.7 (1.996)     | 64.3 (2.531)     | 76.3 (3.004)     | 74.1 (2.917)     | 84.2 (3.315)     | 72.7 (2.862)     | 67.5 (2.657)     | 693.0 (27.283)   |
| 平均降水日数                                               | 13               | 10               | 10               | 6                | 7                | 8                | 8                | 10               | 11               | 13               | 14               | 13               | 123              |
| % 湿度                                                     | 87.2             | 85.8             | 82.8             | 76.3             | 75.7             | 77.4             | 78.9             | 78.5             | 80.5             | 82.9             | 87.4             | 86.9             | 81.7             |
| 平均月間日照時間                                           | 41.6             | 71.1             | 148.5            | 223.7            | 300.1            | 302.4            | 309.4            | 264.7            | 187.9            | 113.1            | 40.9             | 25.7             | 2,029.1          |
| 出典1：LVĢMC (平均値：1991年-2020年、極値：1895年-現在)    |                  |                  |                  |                  |                  |                  |                  |                  |                  |                  |                  |                  |                  |
| 出典2：NOAA (平均降水日数：1961-1990),, Weatherbase (湿度) |                  |                  |                  |                  |                  |                  |                  |                  |                  |                  |                  |                  |                  |

## 文化と観光
リエパーヤは、ラトビアおよびその地域において重要な文化的景観を持つ、深い文化と歴史的伝統に富んだ都市として知られている。リエパーヤには国および市の機関、リエパーヤ大学、民間資金による芸術団体や部門が存在する。歴史的な文化環境、建築、記念碑、美術品、博物館、図書館など、豊かな文化遺産がある。リエパーヤは、ラトビア人および少数民族による舞台芸術や無形文化遺産（工芸、民芸、伝統文化）において強い伝統が維持されている。文化観光やクリエイティブ産業も発展しており、専門的な形態での文化教育の基盤も強固である。一方で、美術、文学、衰退傾向にある映画産業など、特定の分野は比較的発展に課題がある。
2027年の欧州文化首都のひとつに選定されている。
- リエパーヤ聖トリニティ教会（英語版）：ロココ調の内装で、1968年まで世界最大だったパイプオルガン[7]がある。
- グレートアンバー・コンサートホール（英語版）（Koncertzāle 'Lielais dzintars'）：リエパーヤ交響楽団（英語版）が本拠地とするコンサートホール[8]。2020年に開業。名称は「大きな琥珀」を意味する。
- 聖ニコライ正教会（英語版）：1900年に建てられたロシア正教の教会。
- バルト海に面した海岸
- リエパーヤ北方第三要塞：
- リエパーヤ・オリンピックセンター
- カロスタ港：ロシア皇帝アレクサンドル3世が建造した軍事都市であり、要塞としてつくられた。軍港刑務所であるカロスタ監獄博物館に宿泊することができる。
- ペテロ市場
- リエパーヤ劇場（英語版）
- リエパーヤ博物館（英語版）

### スポーツ
- FKリエパーヤ：ラトビアのサッカーのトップリーグであるヴィルスリーガに所属するサッカークラブ。

## 交通

### 道路
主要高速道路は、高速9号線（A9）と高速11号線（A11）がリエパーヤまで連絡している。

### 鉄道
- Vivi_(鉄道)（英語版）：イェルガヴァ・リエパーヤ線（英語版）のラトビア国鉄リエパーヤ駅（英語版）にて、リガとイェルガヴァを接続する鉄道の拠点となっている。ヴェンツピルスへの路線も走っていたが近年は運休している。

#### 市内交通
- リエパーヤ市電：1899年に開通したラトビア最古の路面電車路線で、リエパーヤ路面電車会社（Liepājas tramvajs）が運行している。

### 航空
- リエパーヤ国際空港

### 海運
- リエパーヤ港：トレード海峡（中規模の輸送船と漁船）、トレード海峡北（大規模の輸送船とフェリー）、カロスタ海峡（軍港）の3地区に分かれた広い港湾である。

## リエパーヤ出身の人物
- アナスタシヤ・セバストワ - テニス選手
- マーリス・ヴェルパコフスキス - サッカー選手
- オスカルス・クラヴァ - サッカー選手
- クリスタプス・ポルジンギス - バスケットボール選手
- モリス・ハレ - 言語学者
- バリス・ドヴァリョーナス - 作曲家

## 姉妹都市
- ベルビュー、アメリカ合衆国
- ダルムシュタット、ドイツ
- ホメリ、ベラルーシ